# 数据包络分析
数据包络分析（英語：Data envelopment analysis，DEA）是运筹学和经济学中一种非参数化的评估生产前沿的方法。这一分析方法广泛应用于多个领域，包括国际银行业、经济可持续性研究、警务运营，以及物流管理。DEA还被用于评估自然语言处理模型的性能，在机器学习领域也展现出诸多应用前景。

## 简述
数据包络分析（DEA）是一种实证测量决策单元生产效率（DMU）的方法。尽管起源于经济学的生产理论，但如今已广泛应用于运营管理的标杆评估。在标杆分析中，研究者选择一系列指标，对制造业和服务业的运营绩效进行比较。:243–285
与必须预先设定生产或成本函数的参数化方法不同，非参数化方法仅根据可获得的数据比较可行的投入产出组合。作为最常用的非参数化方法之一，数据包络分析得名于其对数据集中高效决策单元的“包络”特性。在这一方法中，经验上最高效的决策单元构成了“最佳实践前沿”，其他所有决策单元都与之对标。
数据包络分析之所以广受欢迎，主要有三个原因：
1. 假设条件相对较少
2. 能够对多维度的投入和产出进行标杆比较
3. 计算简便，可以通过线性规划方法直接求解效率比率

不同于传统方法，DEA并不追求构建严格的“生产前沿”，而是试图找出实践中最为高效的运营模式。

## 历史
DEA最早可追溯到1978年。在Farrell的研究基础上，查恩斯、库珀和罗德斯运用线性规划，首次实证性地估算了生产技术前沿。在德国，类似方法此前已被用于估算研发及其他生产要素的边际生产率。此后，DEA迅速成为学术界研究的热点，大量专著和期刊论文涌现。
从最初的CCR模型（以创始人查恩斯、库珀、罗德斯命名）开始，学者们不断拓展DEA的应用。这些扩展包括多个方面：调整模型隐含假设、区分技术效率与配置效率、引入输入输出的有限替代性、考虑规模收益变化，以及开发更复杂的分析技术，如随机DEA和交叉效率分析等。

## 脚注
1. 1 2 3 4  Charnes et al (1978)
2. ↑  Charnes et al (1995)
3. ↑  Emrouznejad et al (2016)
4. ↑  Thanassoulis (1995)
5. ↑  Koronakos and Sotiropoulos (2020)
6. ↑  Zhou et al (2022)
7. ↑  Guerrero et al (2022)
8. ↑  Mahmoudi et al (2021)
9. ↑  Sickles et al (2019)
10. ↑  Cooper et al (2007)
11. ↑  Cooper et al (2011)
12. ↑  Farrell (1957)
13. ↑  Fried et al (2008)
14. ↑  Cooper et al (2000)
15. ↑  Banker et al (1984)
16. ↑  Olesen (2016)